# آيت حدو سعيد (آيت اعمر وعلي)
آيت حدو سعيد هو دُوَّار يقع بجماعة مجمع الطلبة، إقليم الخميسات، جهة الرباط سلا القنيطرة في المملكة المغربية. ينتمي الدوّار لمشيخة آيت اعمر وعلي التي تضم 3 دواوير. يقدر عدد سكانه بـ 5037 نسمة حسب الإحصاء الرسمي للسكان والسكنى لسنة 2004.

## وصلات خارجية
- البوابة الوطنية للجماعات الترابية
- المندوبية السامية للتخطيط